# Granoturris presleyi
Granoturris presleyi é uma espécie de gastrópode do gênero Granoturris, pertencente a família Mangeliidae.